# Kungsmynta
Kungsmynta (Origanum vulgare) L. är en växt inom släktet Origanum i familjen kransblommiga växter.
Stundom benämns växten oegentligt kungsmejram, men kungsmynta är bara nära släkt med mejram (Origanum majorana L.). Kungsmejram och kungsmynta är alltså inte synonyma namn.
I odlad form och i matbutikernas kryddhyllor kallas växten vanligen oregano (uttal: [ɔrɛ'ɡɑːnɔ]  eller [ɔ'reːɡanɔ]  )

## Beskrivning

Kvast

Kungsmyntan är en flerårig ört, som kan bli upp till en halv meter hög. Den blommar under högsommaren med rödvioletta små blommor i kvastlika samlingar.
En speciell egenskap hos växten, liksom exempelvis hos pors och pepparmynta, är att den på grund av eteriska oljor omger sig med en tydlig doft, även när den inte blommar. Exempel på dessa oljor är tymol, karvakrol och p-Cymol. Dessutom innehåller kungsmynta diverse garvämnen och bitterämnen.
En kultursort av kungsmynta är lågväxande oregano (Origanum vulgare 'Compactum'). Det är denna kultivar som tillsammans med den vanliga kungsmyntan (Origanum vulgare) framför allt har använts som krydda på pizza och andra tomatbaserade rätter.
Till skillnad från huvudarten är den osäkert härdig på friland i nordliga klimat, vilket är föga underligt, eftersom hela mejramsläktet härstammar från de varma trakterna kring Medelhavet. Ej heller den närbesläktade arten mejram (Origanum majorana) är härdig i Skandinavien.

## Habitat
Kungsmynta förekommer naturligt i Eurasien och på Kanarieöarna. Vildväxande kungsmynta förekommer sällsynt i Skandinavien upp till Jämtland och Nordland fylke, men i Finland endast i de sydligaste delarna.
Växten finns på några platser i USA, men är inte ursprunglig där.

### Utbredningskartor
- Norden
- Norra halvklotet

## Biotop
Skogsbryn, bergknallar steniga snår. Kalkgynnad. Torrt och soligt.

## Användning
Vid skörd klipps stjälken någon decimeter upp från marken och hängs på tork på en mörk plats. När den är torr kan bladen lätt repas av, som sen förvaras torrt.
Bladen används som krydda i olika sammanhang. Den krydda som i Sverige saluförs som oreganum är dock ofta en blandning av de torkade bladen från underarten grekisk oregano, och sorten Compactum.
Kungsmynta används även för smaksättning av öl (därav benämningen spansk humle) och surrogat för te. Vid växtfärgning ger växten brunröda nyanser åt ylle.
Kungsmynta har även ansetts ha magiska egenskaper, till exempel vid häxbesvärjelser och exorcism. Ett udda bruk anges av Arvidh Månson i "En mycket nyttigh Örta-Book" från 1642: "Lagen af denna ört och blandad med kvinnomjölk, låten uti öronen, borttager örnavärk".
I Christiern Pedersens En nøttelig Legebog ffaar ffattige och Rige tryckt i Malmö 1533 anges kungsmynta (origanus konunger bota huvudvärk.
En handskrift från 1400-talet vid Vadstena kloster, avsedd att användas vid Nådendals kloster, utgiven av G. E. Klemming som bygger på denna skriver om kungsmyntan ...ene yrt som hether origanus som kallas konungher oppo swänsko, han maa opspotta allan sywkdom aff howit..
Enligt tysk folktro  hjälper följande:

Om någon blivit förhäxad, kan man mota bort Djävulen genom att hålla kungsmynta under näsan på häxan.
För att skydda en brud från onda makter skall man binda in kungsmynta i brudbuketten och lägga kungsmynta i hennes skor.
Om ett litet barn är sent att börja tala, ger man det en sked kungsmyntavatten.
För att bryta ett epileptiskt anfall trycker man in kungsmynta mellan fingrarna på den drabbade.

## Etymologi
- Släktnamnet Origanum kan etymologiskt härledas från grekiskans ὀρίγανον ὄρος (origanon oros), som betyder "berg", och verbet γανοῦσθαι (ganousthai) som betyder "att tycka om". Detta skulle fritt kunna översättas med "bergens prydnad".[7] Oreganum är sedan en förvanskning när ordet origanum lånats in i andra språk.
- Artepitetet vulgare kommer av latinets vulgus som betyder "folkhop" eller "allmänhet". Vulgare kan här tolkas som "vanlig" eller "allmän".
- Benämningen dosta förekommer i Närke[8] Anmärkningsvärt är att i Småland finns ett dialektalt verb dosta, som betyder att lukta, dofta.[8] Detta kan antas ha ett sammanhang med växtens egenskap att sprida doft omkring sig, och vara en anledning till att hela växten givits det traditionella namnet dosta.
- Förleden kungs i kungsmynta kan förklaras av att man förr använde kungs som ett förstärkningsord: Med kungligt bra menades att något var av  högsta kvalitet, såsom det krävdes på kungliga slottet. Kungsmynta är alltså en mynta av utomordentlig kvalitet.[källa behövs]
Motsvarande nutida förstärkningsord är exempelvis jätte. Exempel: Det smakade jättegott.

## Bygdemål
| Namn                    | Trakt   | Referens | Anteckning |
| ----------------------- | ------- | -------- | --- |
|                         |         |          | |
| Dosta                   | Närke   | [ 8 ]    | Tyska traditionella namn är bl a Dost och Dorst. Kanske ska närkingska dosta tolkas som ett lånord från tyska.                 |
| Frimodig                |         |          | |
| Konig. koning, könig    | Uppland | [ 9 ]    | Möjligen influens från tyska König = kung, konung.                                                                             |
| Spansk humle            |         |          | Denna benämning har förekommit i gamla ansjovisrecept.                                                                         |
| Vildmejram, vild mejram |         | [ 10 ]   | Förväxla ej med verklig mejram, Origanum majorana. I äldre tider ansågs Origanum vulgare och Origanum majorana vara samma art. |

## Näringsinnehåll
| Ämne                                                            | Mängd    | RDI a) (%) |
| --------------------------------------------------------------- | -------- | ---------- |
|                                                                 |          |            |
| Kolhydrater                                                     | 68,92 g  |            |
| därav:                                                          |          |            |
| kostfiber                                                       | 42,5 g   |            |
| sockerarter: glykos                                             | 1,9 g    |            |
| fruktos                                                         | 1,13 g   |            |
| sackaros                                                        | 0,91 g   |            |
| galaktos                                                        | 0,15 g   |            |
|                                                                 |          |            |
|                                                                 |          |            |
| Vatten                                                          | 9,93 g   |            |
| Protein                                                         | 9 g      |            |
| Aska                                                            | 7,87 g   |            |
|                                                                 |          |            |
| Fetter                                                          | 4,28 g   |            |
| därav:                                                          |          |            |
| mättat                                                          | 1,551 g  |            |
| fleromättat                                                     | 1,369 g  |            |
| enkelomättat                                                    | 716 mg   |            |
|                                                                 |          |            |
| Kalcium                                                         | 1,597 g  | 160        |
| Kalium                                                          | 1,260 g  | 27         |
| Prolin                                                          | 1,212 g  |            |
| Aspariksyra                                                     | 1,009 g  |            |
| Glutamiksyra                                                    | 975 mg   |            |
| Leukin                                                          | 780 mg   |            |
| Valin                                                           | 585 mg   |            |
| Glycin                                                          | 517 mg   |            |
| Alanin                                                          | 500 mg   |            |
| Arginin                                                         | 500 mg   |            |
| Lysin                                                           | 500 mg   |            |
| Fenylalanin                                                     | 449 mg   |            |
| Isoleukin                                                       | 441 mg   |            |
| Teonin                                                          | 322 mg   |            |
| Serin                                                           | 314 mg   |            |
| Tyrosin                                                         | 297 mg   |            |
| Magnesium                                                       | 270 mg   | 73         |
| Fytosteroler                                                    | 203 mg   |            |
| Tryptofan                                                       | 203 mg   |            |
| Fosfor                                                          | 148 mg   | 21         |
| Histidin                                                        | 144 mg   |            |
| Metionin                                                        | 127 mg   |            |
| Cystin                                                          | 110 mg   |            |
| Järn                                                            | 36,8 mg  | 294        |
| Kolin                                                           | 32,3 mg  |            |
| Natrium                                                         | 25 mg    | 2          |
| Gamma-tokoferol                                                 | 24,42 mg |            |
| Alfatokoferol (E-vitamin)                                       | 18,26 mg | 122        |
| Betain                                                          | 9,8 mg   |            |
| Mangan                                                          | 4,99 mg  |            |
| Niacin (B3-vitamin)                                             | 4,64 mg  | 31         |
| Zink                                                            | 2,69 mg  | 27         |
| Askorbinsyra (C-vitamin)                                        | 2,3 mg   | 4          |
| Lutein + zexantin                                               | 1,895 mg |            |
| Pyridoxiner (B6-vitamingruppen)                                 | 1,044 mg | 80         |
| Beta-karoten                                                    | 1,007 mg |            |
| Pantotensyra                                                    | 921 μg   |            |
| Delta-tokoferol                                                 | 920 μg   |            |
| Koppar                                                          | 633 μg   |            |
| K-vitamin-gruppen                                               | 621,7 μg | 592        |
| Riboflavin (B2-vitamin)                                         | 528 μg   | 35         |
| Folat (B9-vitamin)                                              | 237 μg   |            |
| Tiamin (B1-vitamin)                                             | 177 μg   | 14         |
| Retinol (A-vtamin)                                              | 85 μg    |            |
|                                                                 | 1 701 IE | 9          |
| Alfa-karoten                                                    | 20 μg    |            |
| Beta-kryptoxantin                                               | 7 μg     |            |
| Selen                                                           | 4,5 μg   |            |
| _______________ a) Rekommenderat dagligt intag för vuxen person |          |            |
| Källa: USA:s jordbruksdepartement, livsmedelsdatabas 02027USDA  |          |            |

|  |

| Ämne                      | Färska   | Torkade |  |
| ------------------------- | -------- | ------- |  |
|                           |          |         |  |
| Kolhydrater               | 50 g     | 3,1 g   |  |
| Protein                   | 10 g     |         |  |
| Kostfiber                 | 10 g     | 0,8 g   |  |
| Fett                      | 10 g     | 0,4 g   |  |
| Kalium                    | 1,25 g   | 0,59 g  |  |
| Askorbinsyra) (C-vitamin) | 367,2 mg |         |  |
| Fosfor                    | 150 mg   | 8 mg    |  |
| Kalcium                   | 120 mg   | 32 mg   |  |
| Järn                      | 33 mg    | 4 mg    |  |
| Tiamin (B1-vitamin)       | 0,5 mg   |         |  |
| Betakaroten               | 52 IE    |         |  |

## Underarter
- Origanum hirtum f. albiflorum Hausskn.
- Origanum hirtum var. illyricum (Scheele) Nyman
- Origanum hirtum var. latifolium Nyman
- Origanum hirtum var. neglectum
(Vogel) Carl Frederik Nyman
- Origanum hirtum var. parviflorum (d'Urv.) Nyman
- Origanum hirtum ssp. sardoum (Moris) Nyman
- Origanum hirtum var. sardoum Moris
- Origanum megastachyum var. hirtum Schur
- Origanum vulgare var. albidum Bellynck
- Origanum vulgare var. albiflorum Lej.
- Origanum vulgare var. album Fraas
- Origanum vulgare f. carneum Beckh.
- Origanum vulgare ssp. creticum (L.) Nyman
- Origanum vulgare var. creticum (L.) Briq.
- Origanum vulgare var. glabrescens Beck
- Origanum vulgare ssp. glandulosum (Desf.) Ietsw.
- Origanum vulgare ssp. gracile (K.Koch) Ietsw.
- Origanum vulgare var. heracleoticum Nyman
- Origanum vulgare ssp. hirtum (Link) Ietsw.
- Origanum vulgare var. hirtum (Schur) Soó
- Origanum vulgare ssp. humile Pers.
- Origanum vulgare var. humile (Pers.) Lej.
- Origanum vulgare var. macrostachyum (Hoffmanns. & Link) Brot.
- Origanum vulgare var. megastachyum (Link) W.D.J.Koch
- Origanum vulgare var. pallescens Tinant
- Origanum vulgare f. pallidum Beckh.
- Origanum vulgare var. prismaticum Gaudin
- Origanum vulgare var. puberulum Beck
- Origanum vulgare var. purpurascens Briq.
- Origanum vulgare var. semiglaucum Boiss. ex Briq.
- Origanum vulgare var. spiculigerum Briq.
- Origanum vulgare var. thymiflorum  (Rchb.) Nyman
- Origanum vulgare var. thyrsiflorum Rchb.
- Origanum vulgare ssp. virens (Hoffmanns. & Link) Ietsw.
- Origanum vulgare var. viride Boiss.
- Origanum vulgare var. viridulum (Martrin-Donos) Briq.
- Origanum vulgare ssp. viridulum (Martrin-Donos) Nyman
- Origanum vulgare ssp. vulgare L.
- Origanum watsonii A.Schlag. ex J.A.Schmidt
- Oroga heracleotica Raf.

## Odlade sorter
Kungsmynta odlas ofta för sina egenskaper som kryddväxt, men även som prydnad. Ett flertal sorter finns att tillgå på marknaden. Flera av sorterna är dåligt härdiga i kallare klimat.
| Acorn Bank (Synonym Golden Narrow) | 20 – 40 cm hög. Har små gulgröna till gula, spetsiga blad med inrullade kanter.                         |
| Album                              | 25 cm hög. Ljusare gröna blad och vita blommor.                                                         |
| Aureum                             | 30 cm hög. Har gulgröna till gula blad.                                                                 |
| Aureum Crispum                     | Har gulgröna, krusiga blad och rosa blommor. Dåligt härdig.                                             |
| Compactum                          | 15 cm hög och mycket tät. Den har mörkt gröna blad och rosa blommor.                                    |
| Country Cream                      | Har blad som är brokiga i grönt och gräddvitt. Blommorna är ljust rosa.                                 |
| Curly Gold                         | 15 cm hög med gula blad.                                                                                |
| Gold Tip                           | 40 cm hög. Under våren har bladen en tydlig gul markering i spetsen. Blommorna är vita till ljust rosa. |
| Polyphant (Polyphant Herb Nursery) | En variant av Aureum Crispum. 30 cm hög. Bladen är brokiga i grönt, silver och vitt. Blommorna är vita. |
| Prismaticum                        | Har purpur blommor. Bra kryddsort.                                                                      |
| Purple Lady                        | 40 cm hög med mörkt purpurrosa blommor.                                                                 |
| Samothrake                         | Frösort av grekisk oregano (Oreganum ssp. hirtum)                                                       |
| Thumble's Variety                  | Gulbladig sort med vita blommor.                                                                        |
| Variegatum                         | 40 cm hög. Vitbrokigt bladverk och ljusrosa blommor.                                                    |
| Webb's White                       | |
| White Anniversary                  | 15 cm hög. Har små gröna blad med vita kanter. Blommorna är vita.                                       |
| White Charm                        | Har mörkt gröna blad och vita blommor. Bra kryddsort.                                                   |
| Zorba Red (Pieter den Haan 2002)   | Kompakt växtsätt, Har purpurröda högblad och vita blommor. Bra kryddsort. Namnskyddad.                  |
| Zorba White (Pieter den Haan 2002) | Kompakt växtsätt, Har ljusgröna högblad och vita blommor. Bra kryddsort. Namnskyddad.                   |

## Bilder

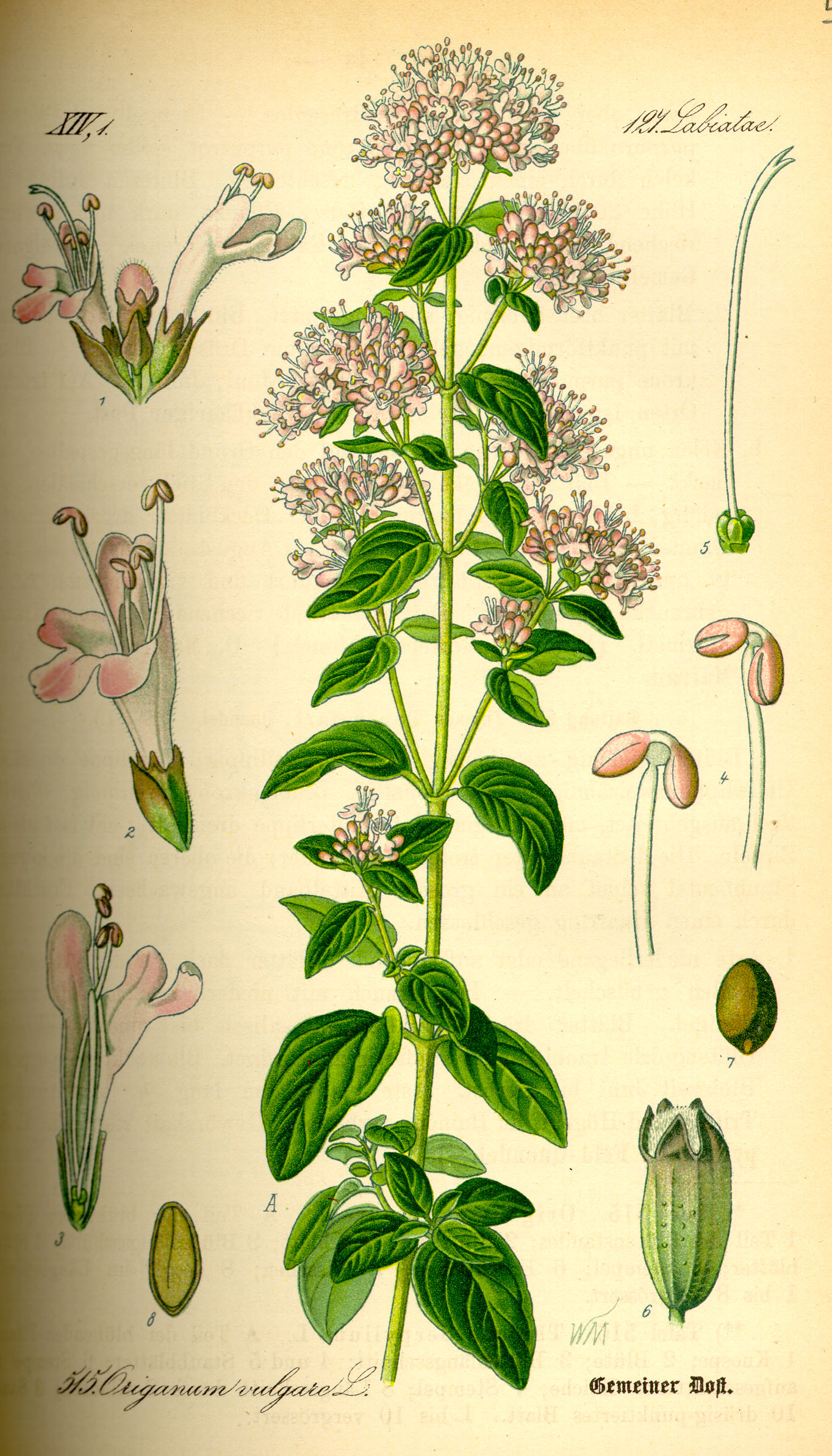
Kungsmynta Illustration av Otto Wilhelm Thomé: Flora von Deutschland, Österreich und der Schweiz, Gera, 1885
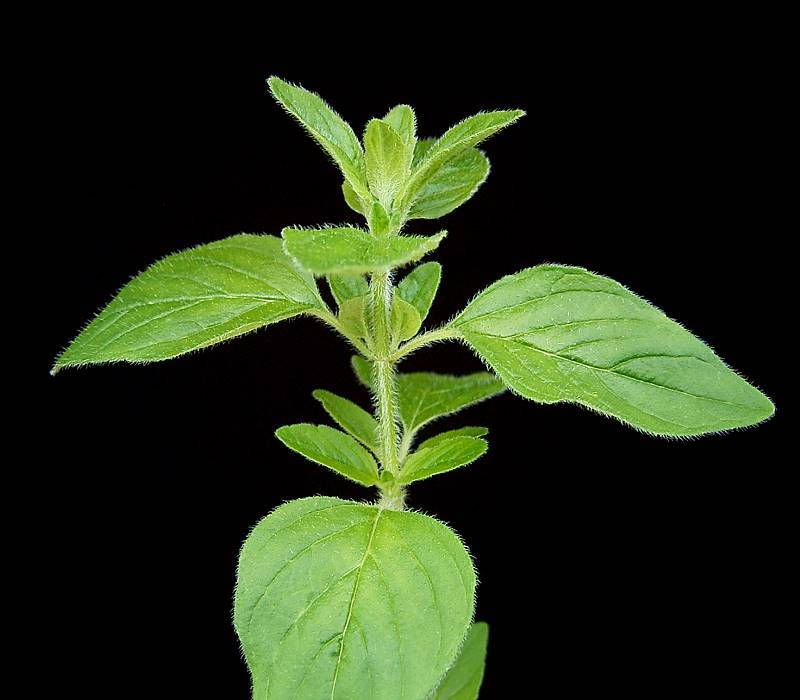
Bladen parvis motställda utefter stjälken Lägg märke till hårigheten på bladkanterna och stjälken
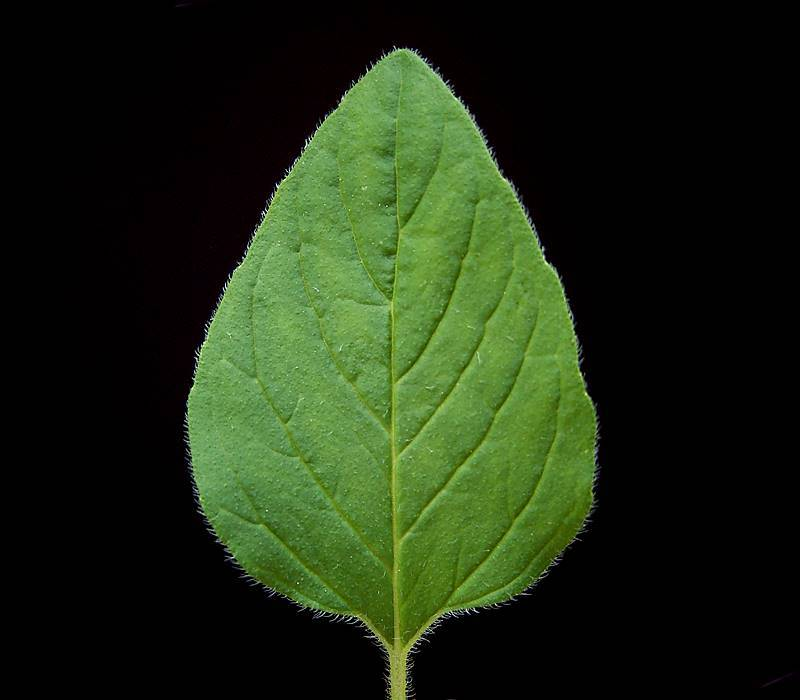
Kungsmyntans blad
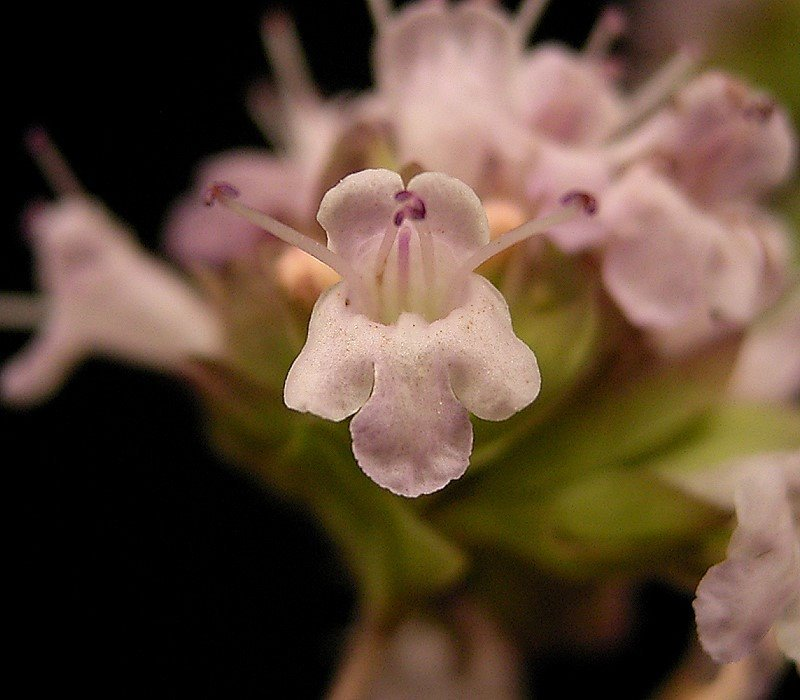
Blomma sedd framifrån 4 ståndare, 1 pistill
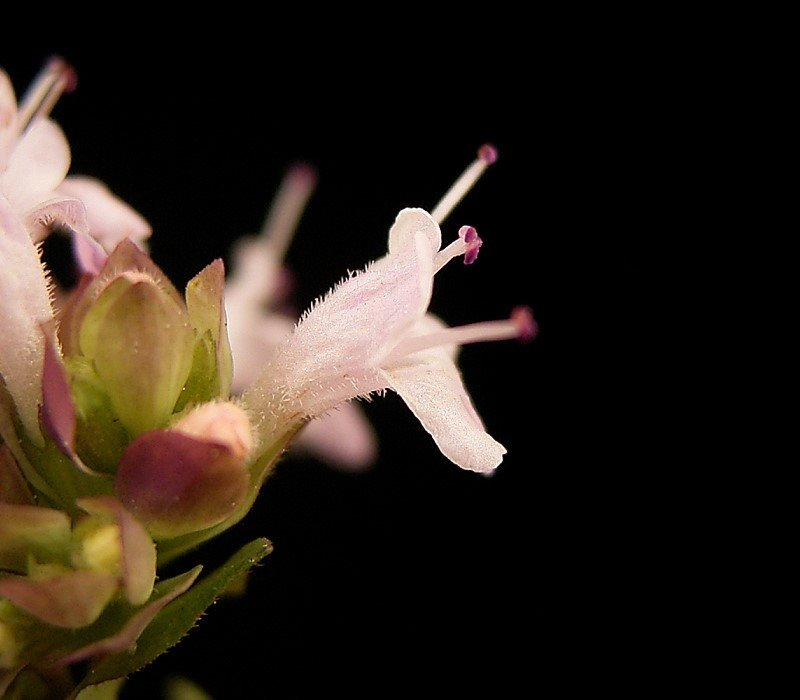
Blomma sedd från sidan Lägg märke till hårigheten på kronbladens utsida och att ståndarna är utstjutande
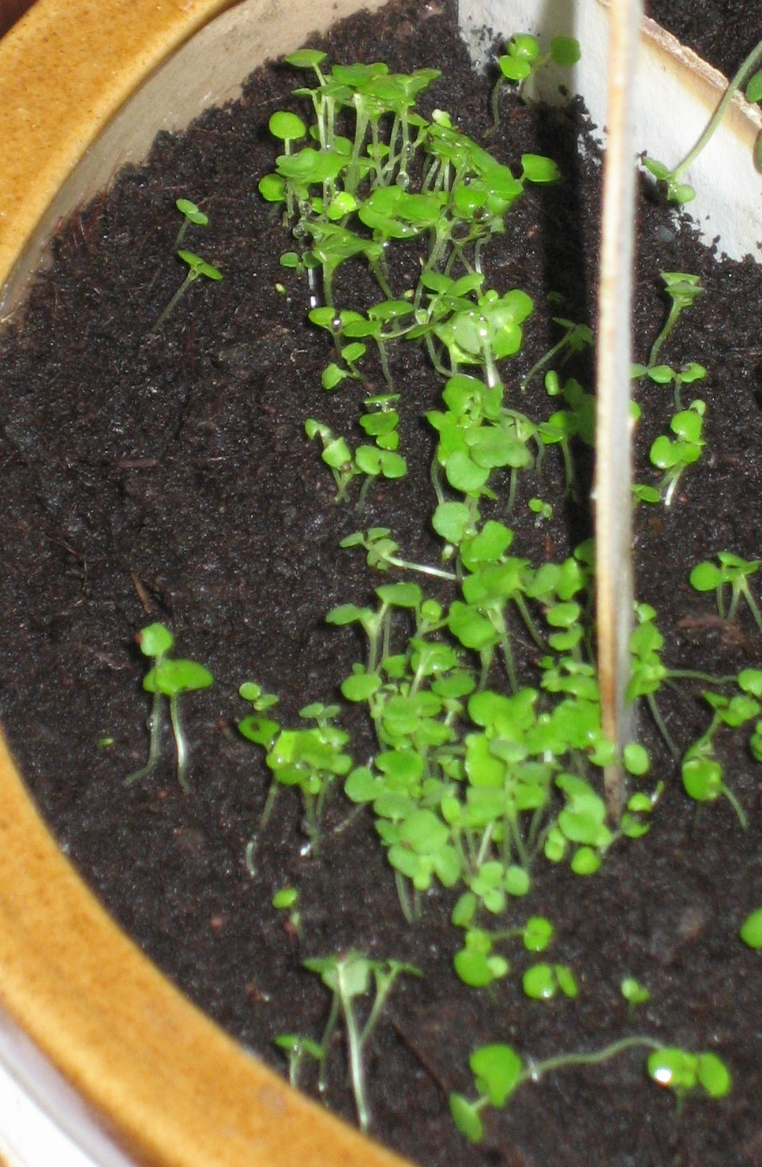
12 dagar efter sådda frön
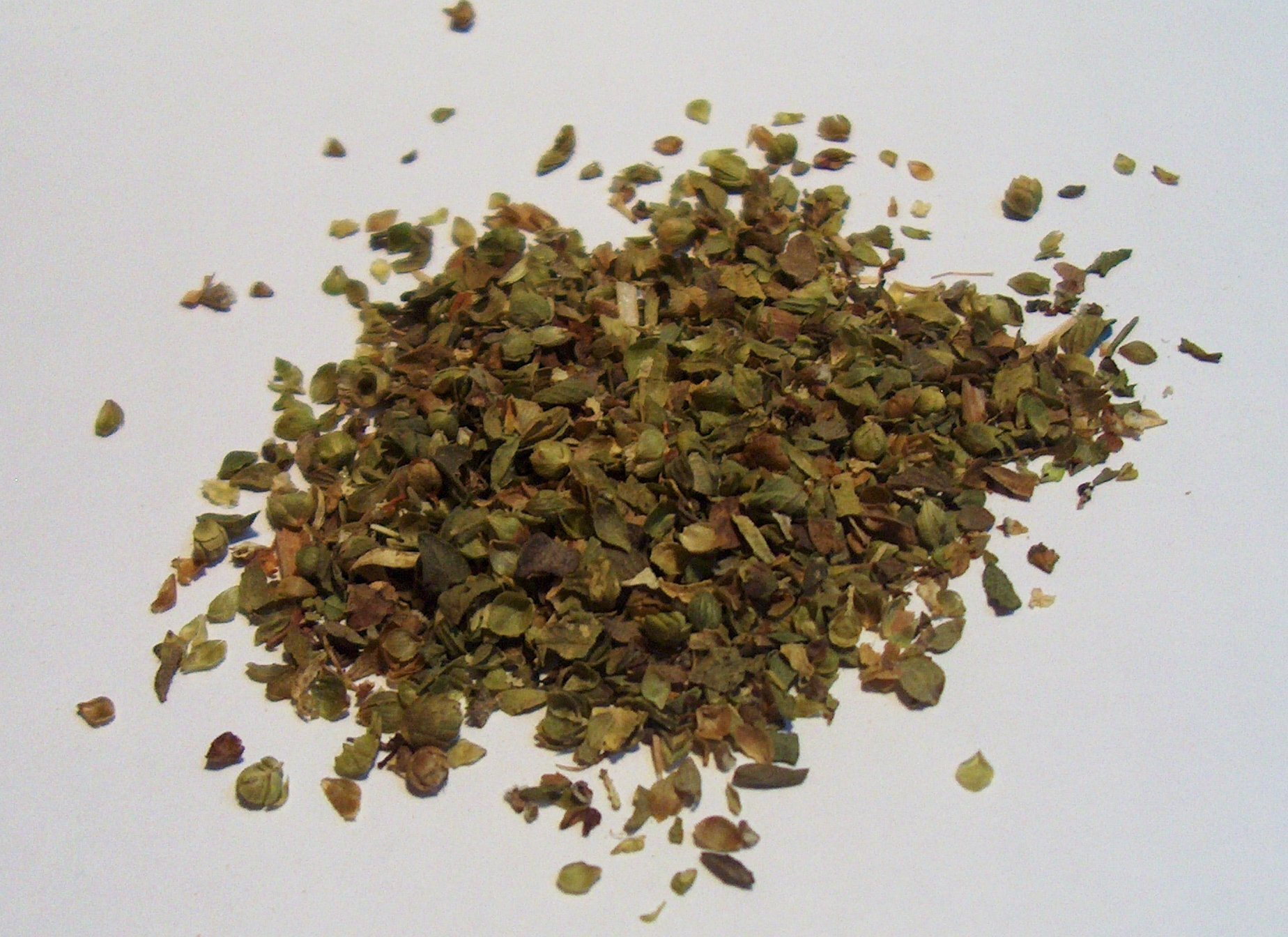
Krydda av torkade blad
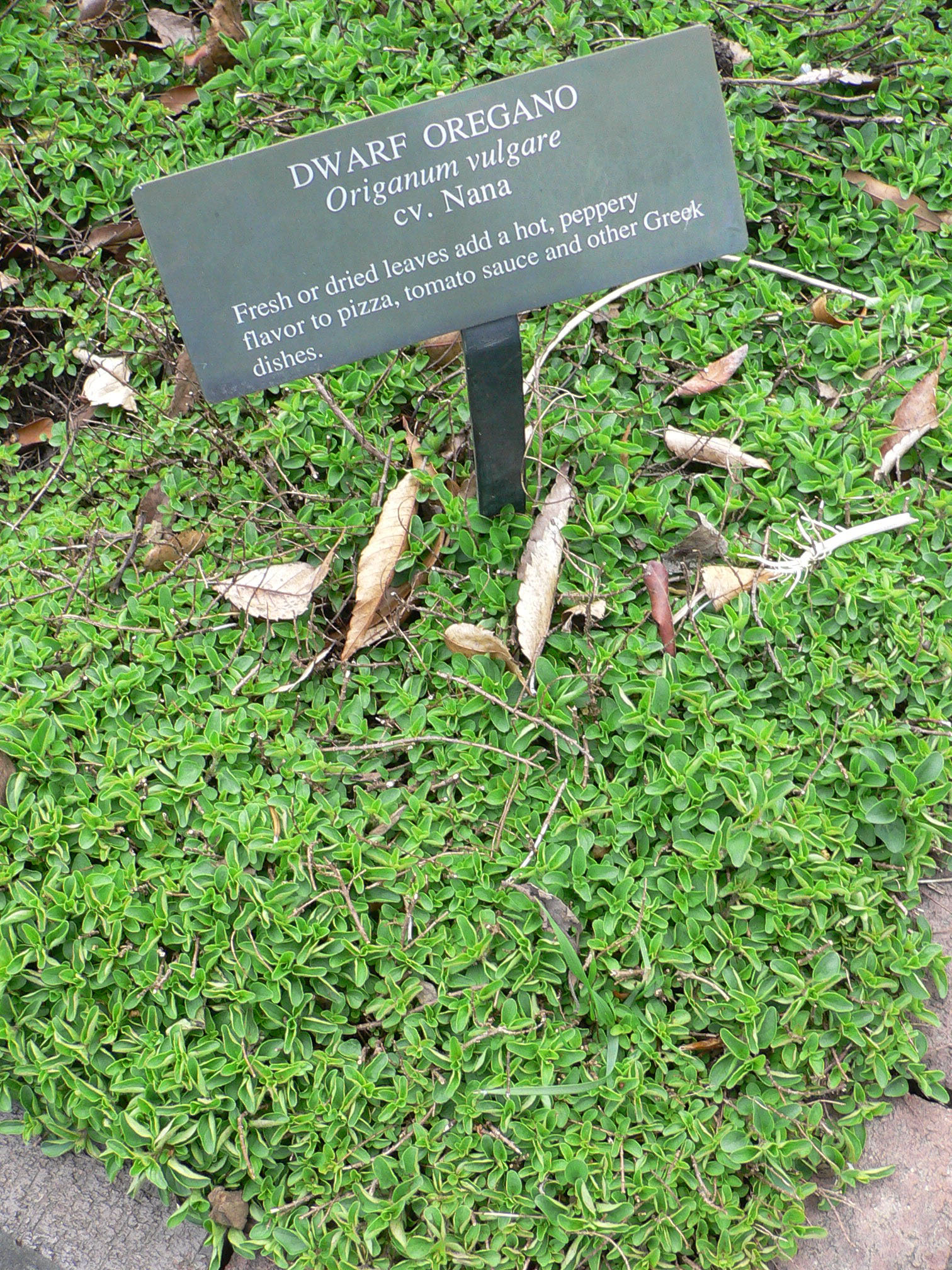
Dvärgoreganum Origanum vulgare cv. nana
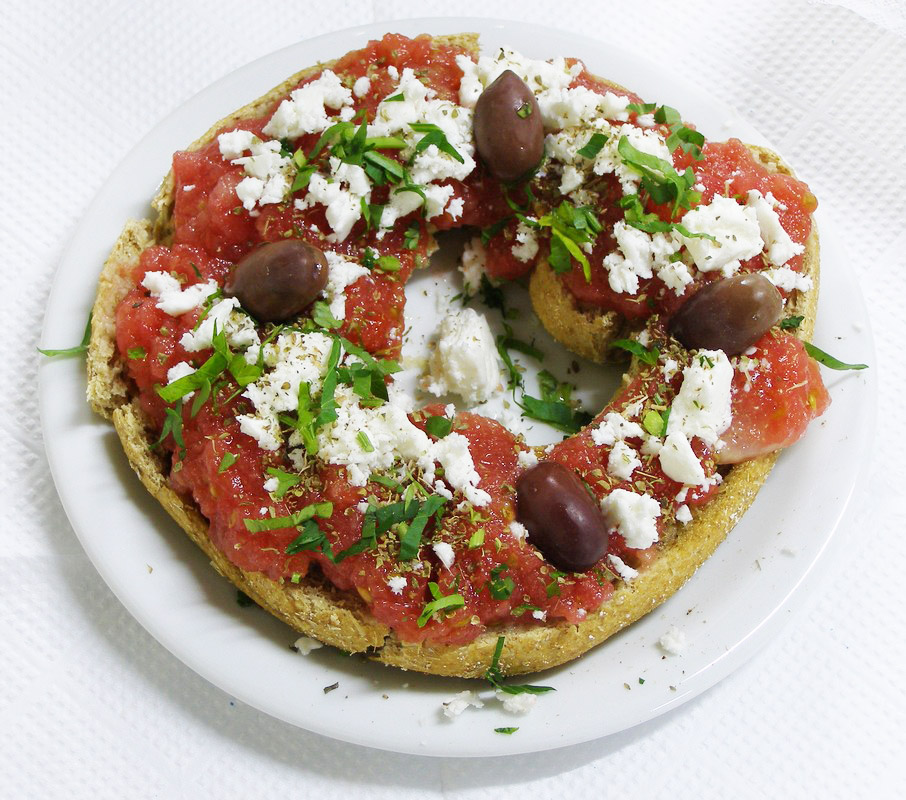
Färsk oregano på en pizza
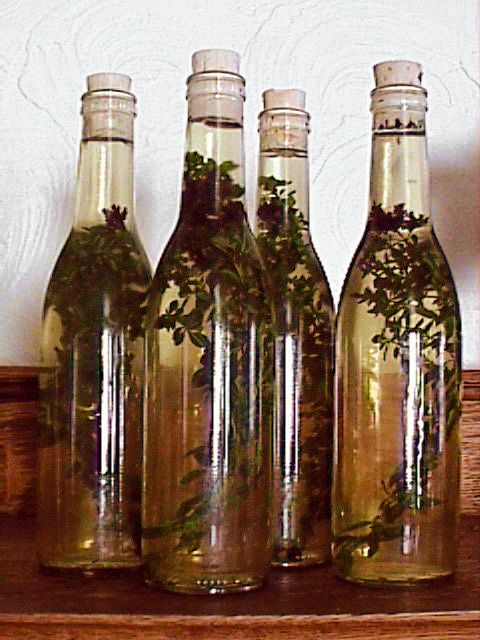
Oreganovinäger